# Моше Зеєв Флінкер
Моше Зеєв Флінкер (Моріс Вольф Флінкер) був єврейським юнаком, який народився в Гаазі 9 жовтня 1926 року та був убитий у Берген-Бельзені нацистським режимом у 1944 році. Він був сином Елізера Ноя Флінкера з Польщі, який емігрував до Нідерландів і згодом став багатим бізнесменом. Після битви за Нідерланди 1940 року родина виїхала з Гааги до Бельгії, щоб уникнути нацистського правління та облав на євреїв гестапо. Флінкери залишалися в Брюсселі, Бельгія, до свого арешту в 1944 році, після чого Моше та його батьків депортували до Аушвіц. Разом із батьком Моше перемістили спочатку в KZ Echterdingen, а потім у Берген-Бельзен, де вони обоє померли в січні 1945 року.
Флінкер почав писати щоденник у 1941 році. Щоденник був збережений його братами та сестрами та опублікований на івриті Яд Вашем у 1958 році. Англійський переклад був опублікований Яд Вашем у 1965 році під назвою «Щоденник молодого Моше» з підзаголовком «Духовні муки єврейського хлопчика в нацистській Європі»; друге видання вийшло в 1971 році. Переклад на їдиш було опубліковано у видавництві Перец, Тель-Авіву 1965 році, під назвою «Дос йінгл Мойше: Дос тогбух весело Мойше Флінкер». Німецький переклад був опублікований у 2008 році під назвою Auch wenn ich hoffe: Das Tagebuch des Moshe Flinker у видавництві Берлінського університету.